# Михайлюк Святослав Юрійович
Святосла́в Ю́рійович Михайлю́к (*10 червня 1997, Черкаси, Україна) — український професіональний баскетболіст, захисник команди НБА «Юта Джаз», другий в історії України чемпіон НБА.

## Ранні роки
Народився у м. Черкаси. Закінчив Першу міську гімназію міста Черкас. Батько — Михайлюк Юрій Миколайович, доцент кафедри історії та етнології України Черкаського національного університету ім. Б. Хмельницького. Мати — Михайлюк Інна Іванівна, вчитель біології Черкаської ЗОШ № 10; депутат Черкаської міської ради (з 2015 року).
Протягом 2013—2018 С. Михайлюк навчався в Канзаському університеті (США).

## БК «Черкаські Мавпи»
Навчався баскетболу у юнацькій школі БК «Черкаські Мавпи». Грав за дитячі та юнацькі команди клубу.
Дебютував в Українській баскетбольній суперлізі в сезоні 2012—2013, вийшовши за основний склад БК «Черкаські Мавпи» у трьох матчах. У сезоні 2013—2014 провів за «Черкаські Мавпи» 24 гри у Суперлізі та 10 ігор у Кубку України.

## Кар'єра в коледжі
У 2014 році отримав запрошення від баскетбольних клубів університетів США: Вірджинія, Айова, Орегон і Канзас. 21 травня 2014 року отримав запрошення на навчання (англ. National Letter of Intent) від Університету Канзасу.
З липня 2014 року виступає за баскетбольну команду Університету Канзасу «Канзас Джейхокс» (англ. Kansas Jayhawks) американської студентської баскетбольної ліги Асоціації студентського спорту (NCAA). Стає наймолодшим гравцем конференції Big 12 за всю її історію у віці 17 років. У своєму дебютному сезоні зіграв 26 матчів, 6 з них у старті
На другому курсі навчання Михайлюк продовжив виступи за баскетбольний клуб Університету Канзасу, зігравши 35 матчів, із середньою результативністю 5,8 очка за гру при 12,8 хвилини за гру. Другий сезон поспіль став наймолодшим гравцем конференції. За результатами сезону увійшов до символічної збірної конференції (англ. Academic All-Big 12 First Team) та отримав відзнаку англ. Julius Erving Award Watch List.
У сезоні 2016—2017 і далі виступав за Канзас, навчаючись на третьому курсі університету. 22 грудня 2016 року провів свій найрезультативніший матч сезону проти UNLV, набравши 20 очок, 6 підбирань, 2 передачі та 2 перехоплення. В цій грі Михайлюк провів 4 з 6 трьохочкових кидків. В сезоні 2017—2017 Михайлюк проводив в середньому 27,3 хвилини за матч, за які встигав записати до свого активу 9,8 очок, 3 підбирання та 1,3 передачі.
У квітні 2017 року Михайлюк оголосив, що іде на Драфт-2017, проте він не найняв агента для цього. Таким чином, Михайлюк взяв участь у серії тренувань та перегляді для всіх команд НБА. Проте після досить вдалого початку травмувався та залишив драфт-комбайн, а 24 травня оголосив, що знімає свою кандидатуру з драфту та повертається на останній курс університету.
17 листопада 2017 року оновив свій рекорд результативності, набравши 27 очок у матчі проти Сан-Дієго Стейт. 25 березня 2018 року в чвертьфінальному матчі турніру NCAA проти Дюк Блу Девілз, побив рекорд Канзаса за кількістю триочкових влучань за один сезон (111), забивши три триочкових кидки та довівши їх кількість за сезон до 114-ти.

## Професійна кар'єра
2018 року був обраний у другому раунді драфту НБА під загальним 47-м номером командою «Лос-Анджелес Лейкерс». 10 липня підписав трирічний контракт з клубом на суму 4,6 млн доларів.
6 лютого 2019 року був обміняний до «Детройт Пістонс» на Реджі Буллока та права на драфт-пік другого раунду. Наставник «Детройта» Двейн Кейсі заявив, що в команді «високо цінують українця», але ігрову практику він почав отримувати у фарм-клубі «Детройта» у G-Лізі «Гранд-Рапідс Драйв». У сезоні 2019/20 розпочав з'являтися у стартовій п'ятірці «Детройт Пістонс».
13 березня 2021 року Михайлюк перейшов до складу «Оклахома-Сіті Тандер» разом із вибором другого раунду Драфту 2027 року в обмін на Гаміду Діалло.
31 серпня 2021 року підписав дворічний контракт з «Торонто Репторз». 29 серпня 2022 року стало відомо, що Михайлюк відрахований зі складу команди.
19 вересня 2022 року підписав однорічний контракт з «Нью-Йорк Нікс».
9 лютого 2023 року Михайлюк був обміняний до «Шарлотт Горнетс» в рамках угоди між чотирма командами, серед яких «Портленд Трейл Блейзерс» та «Філадельфія Севенті Сіксерс».
31 серпня 2023-го року Святослав підписав однорічну угоду з Бостон Селтікс.

## Національна збірна України
На Чемпіонаті Європи з баскетболу 2013 серед 16-річних виступав за збірну України та увійшов до символічної п'ятірки U16 Чемпіонату. За результатами турніру він набирав у середньому 25,2 очки, 8,0 підборів та 3,4 результативні передачі за одну гру.
31 серпня 2014 року дебютував у складі збірної України, вийшов на паркет в зустрічі другого туру попереднього етапу XVII чемпіонату світу проти збірної Фінляндії. При цьому став наймолодшим гравцем в історії чемпіонатів світу. На момент матчу Святославу Михайлюку було 17 років і 52 дні. Попередній рекорд належав Арвідасу Сабонісу.
У 2014 році став срібним призером юнацького чемпіонату Європи в Дівізіоні В, що проходив у Болгарії та MVP турніру.
У 2016 році брав участь у Чемпіонаті Європи (U20) у складі збірної України, що проходив у Фінляндії 16-24 липня 2016 року.
У 2017 році брав участь у Чемпіонаті Європи (U20) у складі збірної України, що проходив у Греції 15-23 липня 2017 року. За підсумками турніру став його найрезультативнішим гравцем, набираючи 20,4 очка за гру.
2022 року брав участь Євробаскеті. Допоміг збірній України вийти у плей-оф, де вона поступилася Польщі. Став найкращим бомбардиром України на турнірі, набираючи 17 очок, 5 підбирань та 2,8 передач за матч. Він також робив 2,2 перехоплення за матч, ставши лідером всього турніру за цим показником.

## Ігрова статистика

### НБА

#### Регулярний сезон
| Сезон             | Команда                | GP  | GS | MPG  | FG%  | 3P%  | FT%  | RPG | APG | SPG | BPG | PPG  |
| ----------------- | ---------------------- | --- | -- | ---- | ---- | ---- | ---- | --- | --- | --- | --- | ---- |
| 2018–19           | «Лос-Анджелес Лейкерс» | 39  | 0  | 10.8 | .333 | .318 | .600 | .9  | .8  | .3  | .0  | 3.3  |
| 2018–19           | «Детройт Пістонс»      | 3   | 0  | 6.7  | .250 | .500 | -    | .7  | 1.3 | .3  | .0  | 2.0  |
| 2019–20           | «Детройт Пістонс»      | 56  | 27 | 22.6 | .410 | .404 | .814 | 1.9 | 1.9 | .7  | .1  | 9.0  |
| 2020–21           | «Детройт Пістонс»      | 36  | 5  | 17.6 | .377 | .333 | .800 | 2.1 | 1.6 | .8  | .2  | 6.9  |
| 2020–21           | «Оклахома-Сіті Тандер» | 30  | 9  | 23.0 | .438 | .336 | .700 | 3.0 | 1.8 | .8  | .2  | 10.3 |
| 2021–22           | «Торонто Репторз»      | 56  | 5  | 12.8 | .389 | .306 | .865 | 1.6 | .8  | .5  | .1  | 4.6  |
| Усього за кар'єру | Усього за кар'єру      | 220 | 46 | 17.0 | .398 | .353 | .785 | 1.8 | 1.4 | .6  | .1  | 6.6  |

#### Плейоф
| Сезон             | Команда           | GP | GS | MPG | FG%  | 3P%  | FT%   | RPG | APG | SPG | BPG | PPG |
| ----------------- | ----------------- | -- | -- | --- | ---- | ---- | ----- | --- | --- | --- | --- | --- |
| 2022              | «Торонто Репторз» | 3  | 0  | 1.7 | .000 | .000 | 1.000 | .3  | .0  | .0  | .0  | .3  |
| Усього за кар'єру | Усього за кар'єру | 3  | 0  | 1.7 | .000 | .000 | 1.000 | .3  | .0  | .0  | .0  | .3  |

### Коледж
| Сезон   | Команда | GP  | GS | MPG  | FG%  | 3P%  | FT%  | RPG | APG | SPG | BPG | PPG  |
| ------- | ------- | --- | -- | ---- | ---- | ---- | ---- | --- | --- | --- | --- | ---- |
| 2014–15 | Канзас  | 26  | 7  | 11.2 | .306 | .288 | .833 | 1.2 | .7  | .3  | .03 | 2.8  |
| 2015–16 | Канзас  | 35  | 0  | 12.8 | .450 | .402 | .680 | 1.3 | .9  | .3  | .1  | 5.4  |
| 2016–17 | Канзас  | 36  | 25 | 27.3 | .443 | .398 | .702 | 3   | 1.3 | .8  | .3  | 9.8  |
| 2017–18 | Канзас  | 39  | 39 | 34.5 | .434 | .444 | .804 | 3.9 | 2.7 | 1.2 | .3  | 14.6 |
| Кар'єра |         | 136 | 70 | 22.6 | .428 | .409 | .746 | 2.5 | 1.5 | .7  | .2  | 8.7  |